# Himmelsberg (Steiermark)
Der Himmelsberg ist eine 377 m ü. A. hohe Erhebung in Straden im Bezirk Südoststeiermark in der Steiermark.
Mit seinen vier Kirchen bildet der Himmelsberg das Ortszentrum von Straden. Die Pfarrkirche Straden, die Florianskirche, die Sebastianskirche sowie die Tiefkirche Maria Schmerzen stehen dicht gedrängt um die Gipfelregion. Bemerkenswert sind dabei die Kunstschätze, die im Lauf der Zeit zusammengetragen wurden. Bekannt ist die „Himmelsbergerin“, eine gekrönte Marienstatue mit Jesuskind aus dem Jahr 1521, erwähnenswert sind aber auch die Deckenmalereien aus den Jahren 1913/1914 in der Tiefkirche Maria Schmerzen, die im Stil der Neorenaissance die Schmerzen Marias thematisieren.

## Geschichte
Die Baulichkeiten waren früher Teil einer Kirchenburg, die erstmals im Jahr 1188 als Pfarre erwähnt wurde und nach Bränden und Kriegen immer wieder neu aufgebaut und dabei vergrößert wurde. Im 17. Jahrhundert entwickelte sich um die Marienstatue ein lebhafter Wallfahrtsbetrieb.